# Michael Groddeck
Michael Groddeck (ur. 24 grudnia 1731 w Gdańsku, zm. 27 lutego 1800 tamże) – był gdańskim rajcą, burmistrzem i bibliotekarzem.

## Życiorys
Był synem burmistrza Carla Groddecka i jego żony Anny z d. Bieberstein. Dwukrotnie żonaty: 1759 poślubił Agatę Konstancję Schumann, córkę rajcy gdańskiego, która zmarła 1761; 1763 poślubił córkę burmistrza Samuela Wolffa Annę Renatę. Z drugiego małżeństwa miał 11 dzieci, m.in. Karla Michaela von Groddecka.
Od 1746 kształcił się w Gimnazjum Akademickim, następnie studiował w Getyndze (1752) i Lipsku (1753). 1759–62 pracował jako sekretarz miejski, w 1762 został ławnikiem, a w 1780 rajcą Głównego Miasta. W latach 1783–84 oddelegowany przez Radę wraz z Joachimem Wilhelmem Weickhmannem skutecznie pertraktował z władzami pruskimi w sprawie zniesienia blokady Gdańska utrzymywanej od I rozbioru Polski. Należał w Radzie Miejskiej do mniejszościowego stronnictwa upatrującego pomyślności Gdańska w ściślejszym związku z Prusami, jako jeden z 2 rajców wchodził w skład delegacji mającej w 1793 przekazać im miasto. W 1793 mianowany przez Prusaków policyjnym burmistrzem, przewodniczył Radzie Tymczasowej i nowej, powołanej 1794, zajmując się przystosowaniem ustroju gdańskiego do obowiązującego w Prusach. Podczas wizyty w Gdańsku króla pruskiego otrzymał 5 czerwca 1798 nobilitację z nadania Fryderyka Wilhelma III oraz godność tajnego radcy ds. wojny i domen (Geheimer Kriegs- und Domänenrat).
Był ostatnim mianowanym przez Radę Miejską protoscholarchą, czyli opiekunem Biblioteki Miejskiej i wydatnie przyczynił się do rozwoju jej zbiorów. Administrował legatem burmistrza Gotfryda Schwartza przeznaczonym na zakup i powiększenie zbiorów miejskiego gabinetu numizmatycznego, którym także się opiekował.
Po śmierci pochowany w rodzinnym grobowcu w kościele Mariackim w Gdańsku. 